# Alaina Percival
Pour l’article homonyme, voir Percival.
Alaina Percival, née en 1981 à Atlanta, est une cheffe d'entreprise et entrepreneure. Elle est la fondatrice et directrice générale de Women Who Code, une organisation à but non lucratif visant à la promotion des femmes dans les carrières technologiques, basée aux États-Unis.

## Biographie
Originaire d'Atlanta, Alaina Percival est diplômée de l'Université d'État de Géorgie. Elle décroche à la fin de son diplôme une bourse d'études pour partir en Allemagne et commence sa carrière professionnelle à Nuremberg. Après un premier emploi chez Puma, où elle travaille en tant que cheffe de produit pendant trois ans, elle reprend ses études au College of Business de l'Université d'État de Géorgie, où elle se concentre sur la gestion et le marketing de marques de luxe.    

## Carrière
Après ses études supérieures, elle trouve a nouveau un emploi dans une petite entreprise de chaussures pour femmes appelée Nfinity à Atlanta. Constatant que les fabricants de chaussures ne conçoivent pas assez de chaussures appropriées pour les joueuses de volley-ball, elle décide de lancer les premières chaussures de basket-ball et de volley-ball Nfinity spécifiquement dédiées aux femmes.  

## Création de Women Who Code

### Débuts
Alaina Percival, de retour aux États-Unis, souhaite étendre ses compétences professionnelles et commence à apprendre à coder de son côté pour pouvoir travailler dans une start-up. C'est à ce moment-là qu'elle décide de développer Women Who Code, en voulant ouvrir une voie vers le monde de la technologie et aidant les femmes à développer des compétences techniques dans ce milieu. Women Who Code est initialement développé par Alaina Percival en 2011 durant son temps libre.  

### Développement
C'est durant l'été 2015, qu'elle réalise l'ampleur de cette entreprise et qu'elle décide d'en faire son travail à plein temps et déménage à San Francisco pour poursuivre son ambition. Elle saisit l'ampleur des problèmes auxquels sont confrontées les femmes dans l’industrie technologique, notamment quand elle découvre que seulement 5% des vice-présidents et des directeurs de l’ingénierie sont des femmes. Son ambition est de veiller à ce que les besoins des femmes dans l'industrie de la tech soient respectés et satisfaits de manière globale. Aujourd'hui, l'organisation adopte une approche internationale qui englobe 134 pays et est accessible a toutes dès le départ avec une programmation qui est soit gratuite, soit accessible aux bourses. 

## Engagement
Alaina Percival est soucieuse de la sous-représentation des femmes et des groupes minoritaires dans le monde des affaires, les femmes n’occupant actuellement que 26,7% des emplois liés à la technologie. Selon un rapport publié par Exploding Topics, parmi ces dernières, 50% signalent l’inégalité entre les sexes, le harcèlement sexuel et la discrimination dans des environnements à prédominance masculine. C’est pour ces raisons qu’Alaina Percival veut relever ces défis auxquels les femmes sont confrontées dans la technologie. Elle anticipe en déclarant que « toutes les industries seront des industries technologiques à l'avenir » et que donc « nous verrons de plus en plus de dirigeants et de cadres dans ces entreprises ayant une certaine expérience technique ».
Son travail consiste à être à la tête de nouvelles initiatives pour étendre la portée de son entreprise, mais aussi à superviser de nombreux projets, réseaux et relations avec l'objectif d’améliorer la vie des femmes en élargissant leurs opportunités de carrière dans la technologie. Alaina Percival veut combler l’écart entre les sexes et briser le plafond de verre qui subsiste afin qu’il y ait une réelle égalité des chances dans ce domaine en pleine croissance. Pour elle « toute l’économie est en train de devenir technologique, il ne s’agit plus d’un petit secteur » et il faut donc trouver un meilleur équilibre. Elle ajoute et prévient « Si l’on n’intègre pas les femmes dans la réflexion, on va se retrouver comme lors de la création des airbags. Conçus par des hommes pour des gabarits d’homme, ils ne convenaient pas aux femmes. Pire, ils en ont tuées avant que l’industrie automobile ne rectifie le tir ».